# Via dei Nobili
Via dei Nobili  (in sloveno Gosposka ulica) è una strada situata nel centro di Lubiana, la capitale della Slovenia.

## Storia
Inizialmente chiamata Herrengasse, deve il suo nome alle abitazioni di numerose famiglie nobili nella zona e alla presenza del palazzo provinciale della Carniola.  Nel 1515 faceva parte del ghetto di Lubiana.  La strada venne ribattezzata strada Haribar nel 1910, ma in seguito la decisione venne annullata. 

## Descrizione
La strada inizia da piazza del Congresso, passa per piazza Palazzo per poi terminare in via Salendrova. Al suo interno vi si trovano numerosi edifici importanti della città come la Biblioteca civica, il palazzo Barbo opera dell'architetto Matija Perski del XVIII secolo, l'accademia slovena delle scienze e delle arti, il palazzo Turjak-Auersperg, e la fontana di Nettuno.

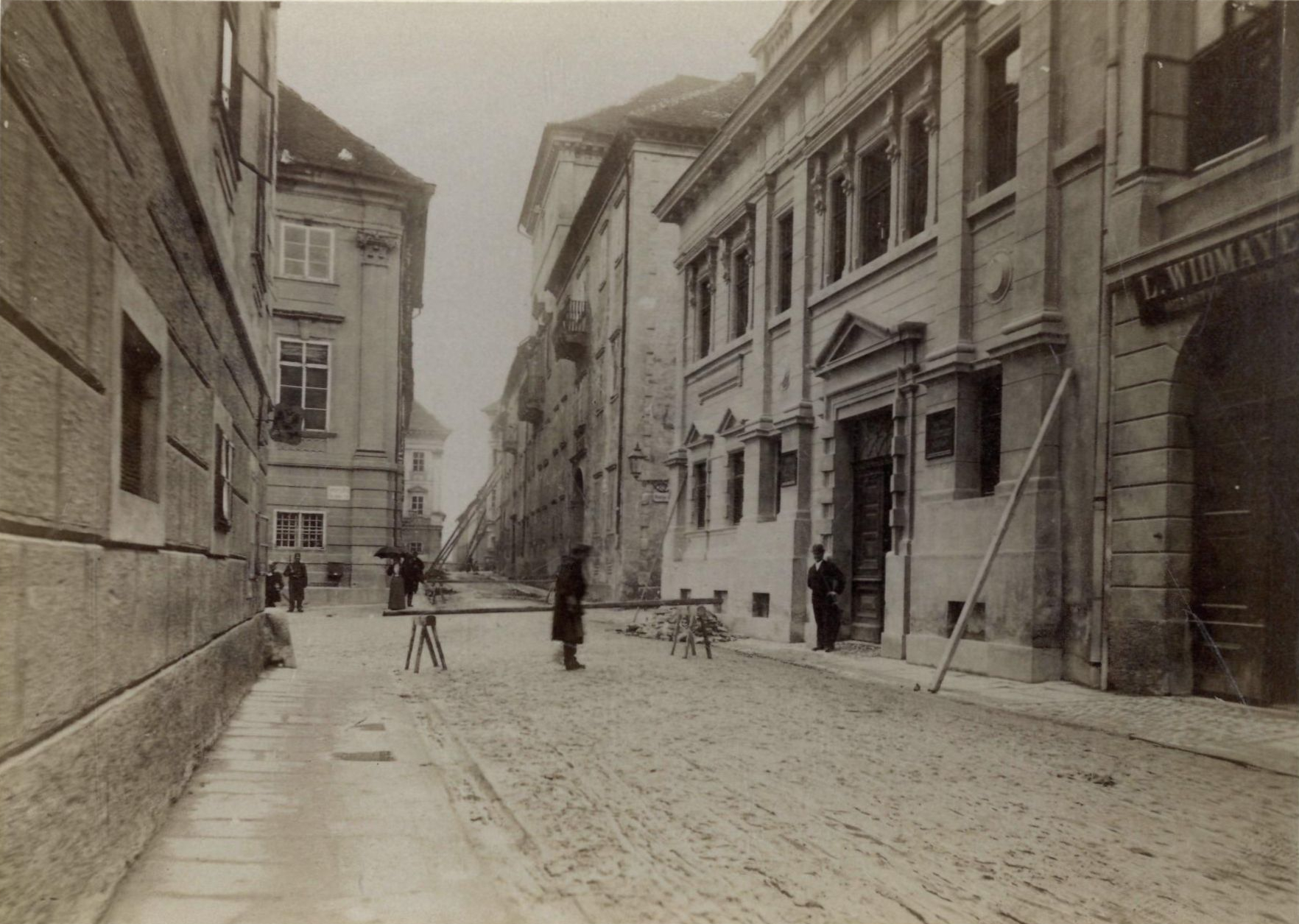
La strada dopo il terremodo del 1895